# Nevin Yanıt
Nevin Yanıt (Mersin, 16 februari 1986) is een hordeloopster uit Turkije.
Op de Olympische Spelen in 2008 en de Zomerspelen van Londen in 2012 liep Yanıt de 100 meter horden.
Yanıt behaalde gouden medailles op het onderdeel hordelopen op de Middellandse Zeespelen 2009, de Europese kampioenschappen atletiek 2010, en de Europese kampioenschappen indooratletiek 2013.
Bij de Europese kampioenschappen atletiek 2012 won ze goud, maar werd ze later uit de uitslag geschrapt wegens dopinggebruik.
- World Athletics: 14303348